# Annona ekmanii
Annona ekmanii är en kirimojaväxtart som beskrevs av Robert Elias Fries.
Annona ekmanii ingår i släktet annonor och familjen kirimojaväxter. Inga underarter finns listade i Catalogue of Life.